# Chamalières-sur-Loire
 Chamalières-sur-Loire  es una población y comuna francesa, situada en la región de Auvernia, departamento de Alto Loira, en el distrito de Le Puy-en-Velay y cantón de Vorey.
La localidad se encuentra a orillas del río Loira, de ahí su nombre.

## Demografía
| 508 | 471 | 478 | 429 | 385 | 407 |
| Para los censos de 1962 a 1999 la población legal corresponde a la población sin duplicidades (Fuente: INSEE [Consultar]) |     |     |     |     |     |